# Tort

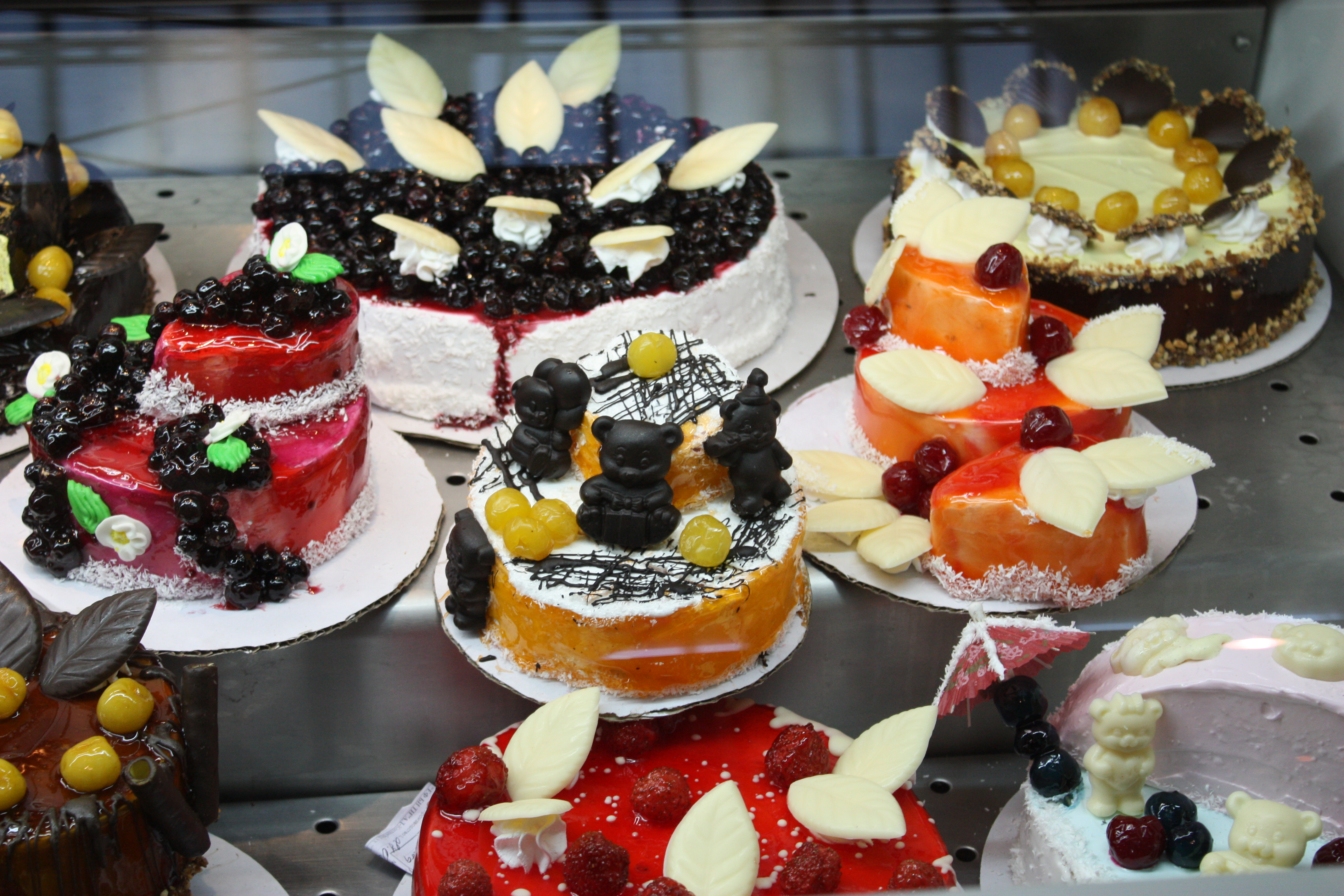
Różne rodzaje tortów

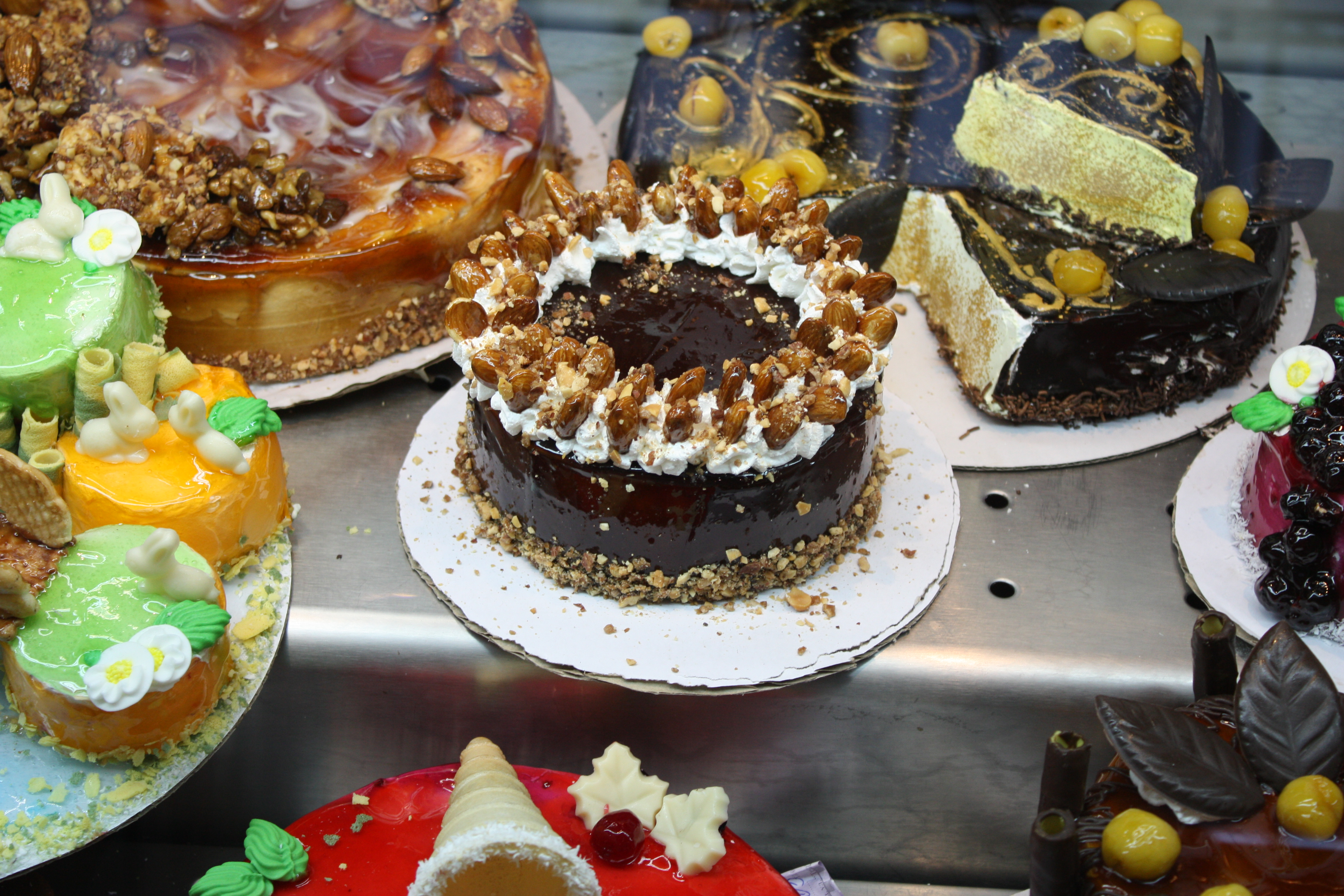
Torty

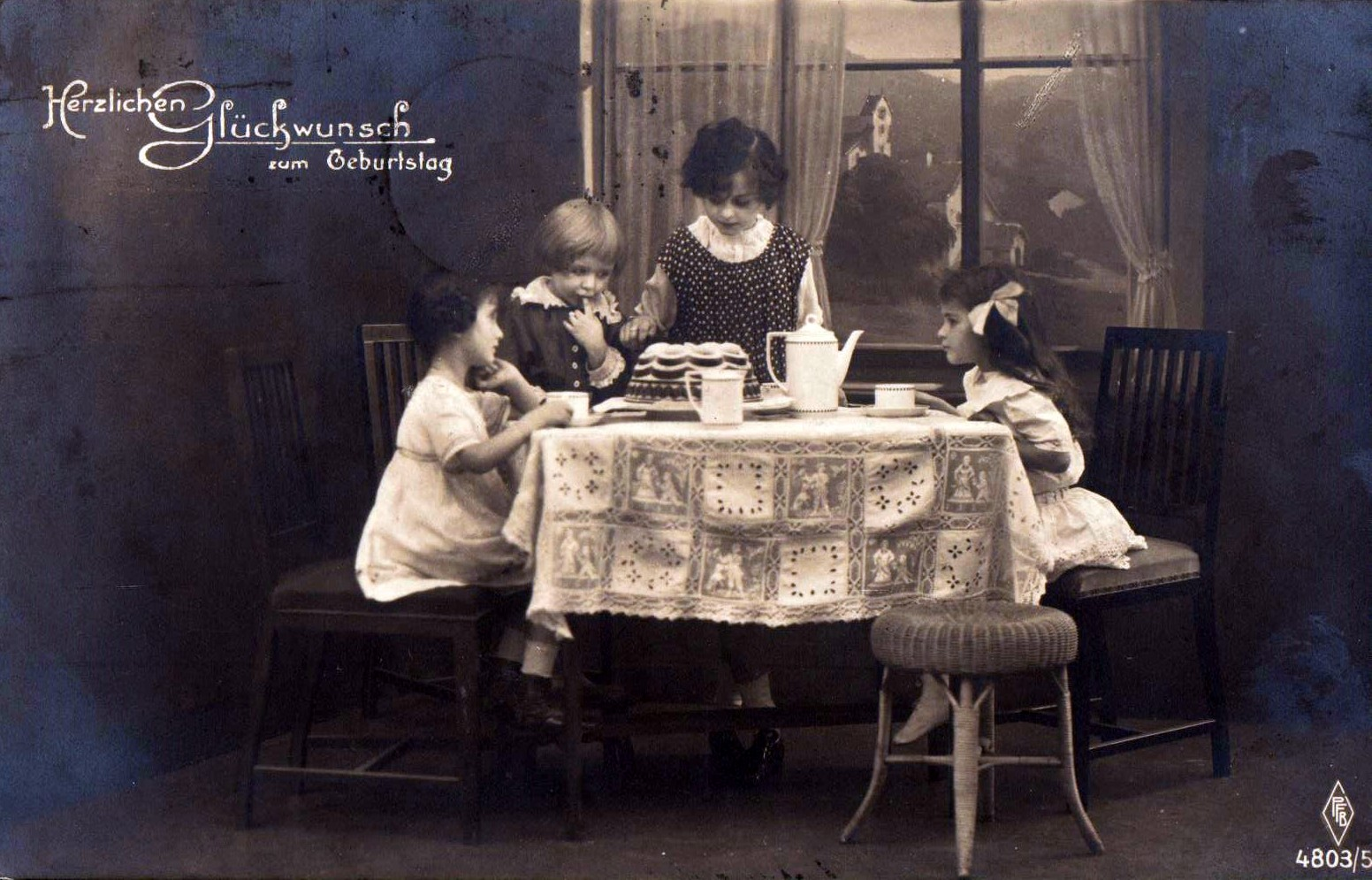
Tort urodzinowy, pocztówka z 1920 roku

Tort – bogato zdobione ciasto deserowe, najczęściej biszkoptowe, przekładane masą. 
Ojczyzną tortów najprawdopodobniej są Włochy. W Polsce pojawiły się po raz pierwszy na dworze królowej Bony.
W Polsce upowszechnił się zwyczaj pieczenia tortu na specjalne okazje, jak urodziny, wesele. Bardzo podobne ciasta np. w języku angielskim nie są nazywane tortami (torte), a ciastami (birthday cake, wedding cake).

## Warianty wykonania
Tajemnica tortu tkwi w różnorodności jego wykonania. Nie ma tu żadnej reguły, jest natomiast szerokie pole do popisu cukiernika.
Ciasto
Ciasto może być biszkoptowe, biszkoptowo-tłuszczowe, kruche, w tym także smakowe (czekoladowe, kakaowe, makowe, keksowe). Blaty ciasta często nasącza się ponczami lub lekkimi syropami z dodatkiem alkoholi – winem, rumem, wódką, brandy lub aromatów – waniliowym, pomarańczowym itp.
Popularne są także torty bezowe.
Przełożenie
Masa również bywa różna. Począwszy od najprostszego dżemu czy konfitury poprzez bitą śmietanę, specjalne kremy i masy, np. maślane, owocowe, sernikowe, marcepanowe, grylażowe.
Wykończenie
Wierzch tortu powleka się resztą masy, lukrem, masą cukrową, kremem na bazie bezy szwajcarskiej, ewentualnie oblewa polewą.
Jako elementy dekoracyjne wykorzystuje się posypki, czekoladowe listki, cukrowe róże i figurki z cukru lub marcepanu, galaretki, kawowe ziarna, bakalie, krokant, owoce świeże lub kandyzowane, wiśnie maraschino, masy fantazyjnie przeciskane przez rękaw cukierniczy, żywe kwiaty itp.
Kształt
Tort najczęściej jest okrągły (okrągłą formę do pieczenia nazywa się tortownicą). Na okazje takie jak Dzień Matki, Walentynki często wybiera się kształt serca. Generalnie kształt i wygląd tortu zależy od fantazji cukiernika.
Torty piętrowe, czyli pionowe konstrukcje złożone z kilku tortów, najczęściej pieczone są na duże przyjęcia, jak np. na wesela.

## Słynne torty
Wielcy cukiernicy prześcigali się w pomysłach tworząc nowe kompozycje z okazji wielkich uroczystości:
- Kiedy Napoleon III poślubiał Eugenię de Montijo – cech paryskich cukierników posłał nowożeńcom tort kasztanowy z lukrem różanym.
- Jubileusz angielskiej królowej Wiktorii zainspirował cukierników do przygotowania tortu „Wiktoria” z masą owocową.
- „Tort Fedora” z masą migdałową został podany w Paryżu „U Maxima” po premierze melodramatu Fedora z Sarah Bernhardt w roli głównej.
- „Tort Mickiewicza” – ciasto biszkoptowe z masą kawową i rumową – podany został po odsłonięciu pomnika Adama Mickiewicza w Krakowie.
- „Tort Sachera” – wiedeński tort czekoladowy
- „Tort szwarcwaldzki” (czarny las)[2] – niemiecki czekoladowy tort z wiśniami
- „Dacquoise” (dakłas) – tort bezowy z daktylami, orzechami włoskimi i kremem na bazie sera mascarpone i bitej śmietany
- „Pavlova” – tort bezowy z bitą śmietaną i świeżymi owocami
- „Tort Dobosa” – tort węgierski, przygotowywany z ciasta biszkoptowego, kremu czekoladowego i karmelu. Nazwa pochodzi od węgierskiego kucharza Józsefa Dobosa.

## Galeria

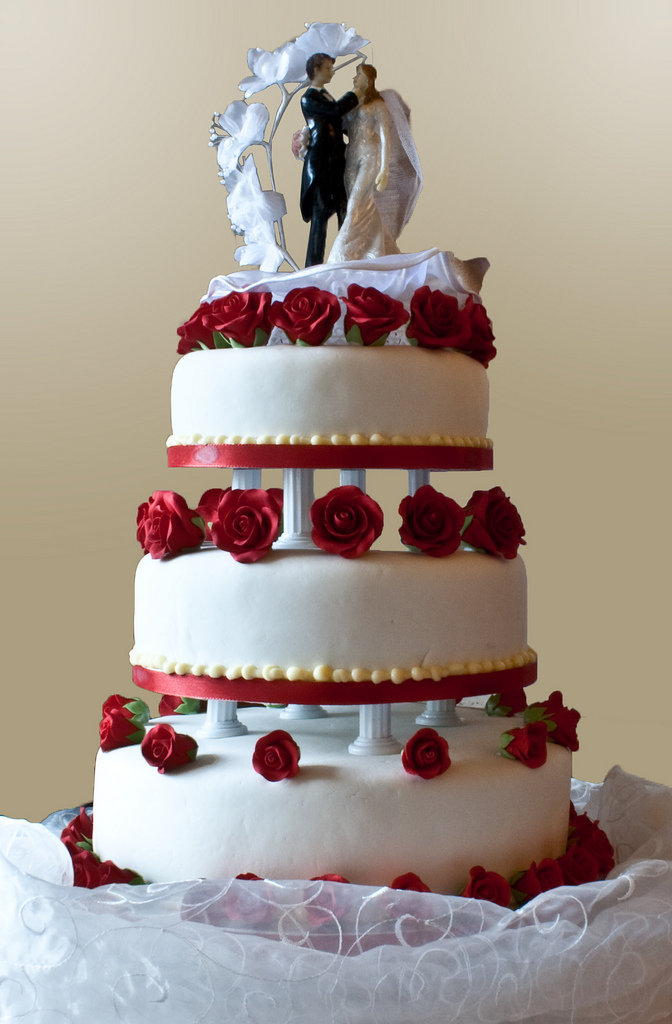
Piętrowy tort weselny (widoczny specjalny stelaż)
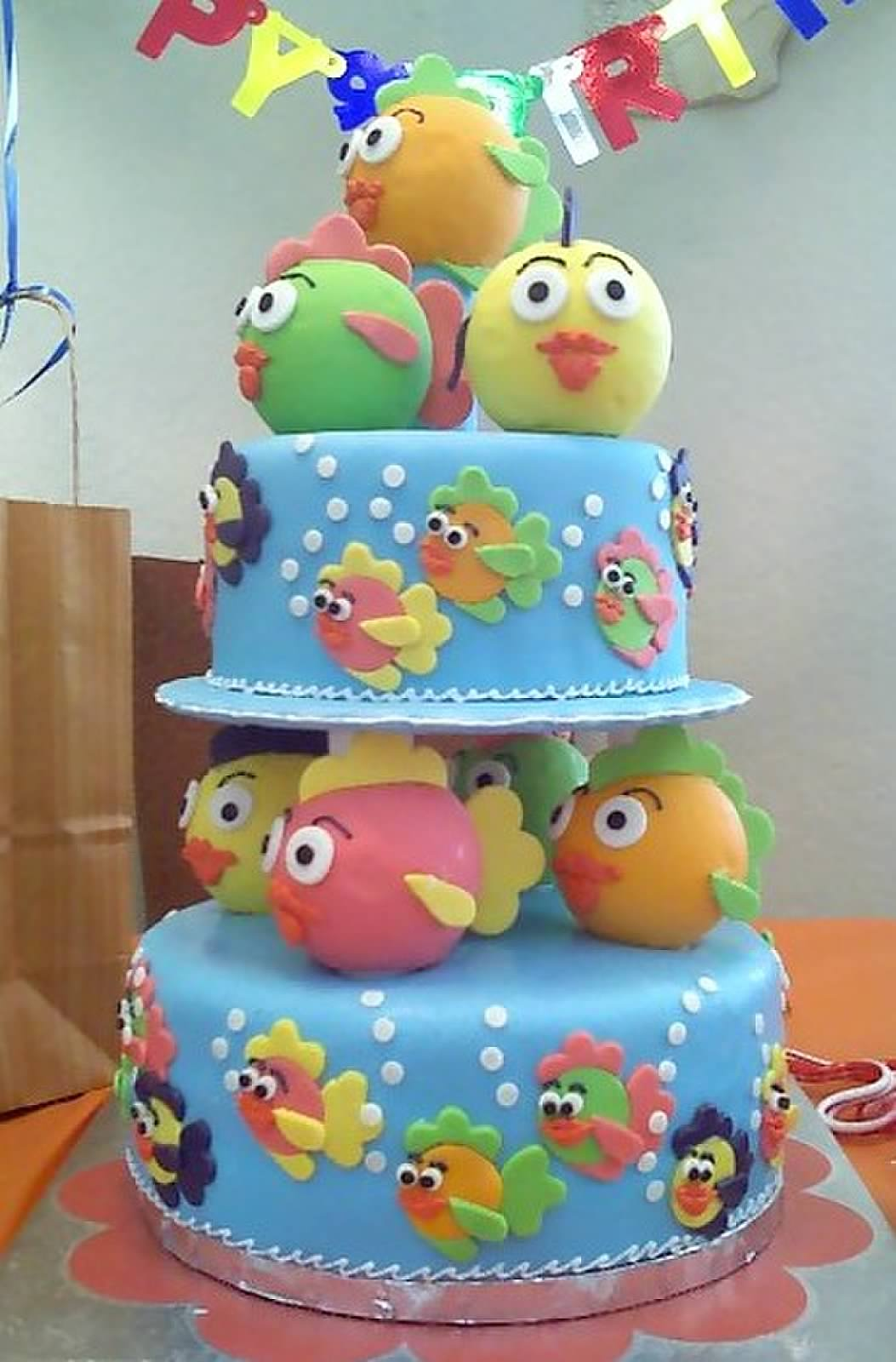
Piętrowy tort urodzinowy dla dziecka
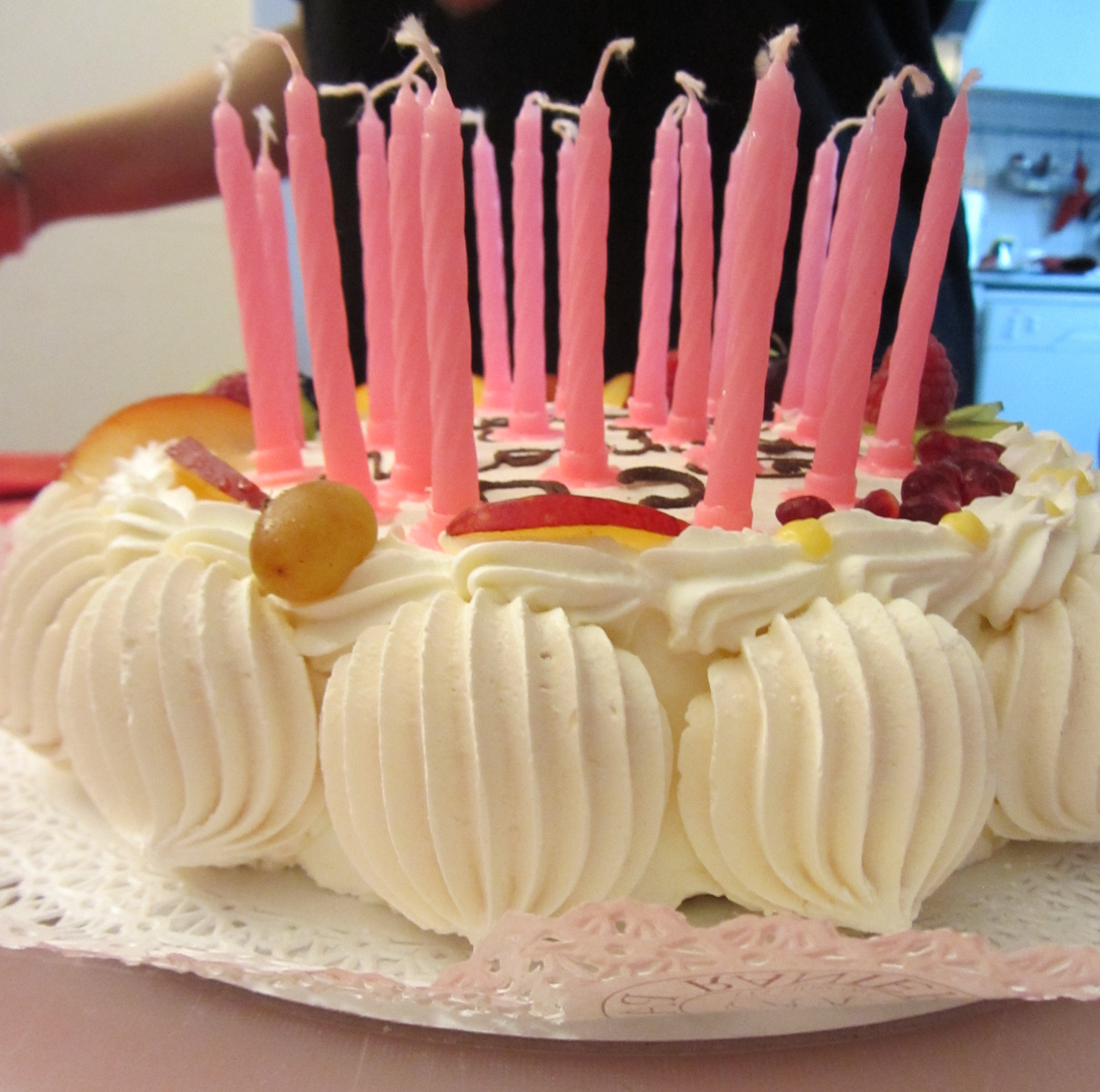
Tort urodzinowy udekorowany bezami
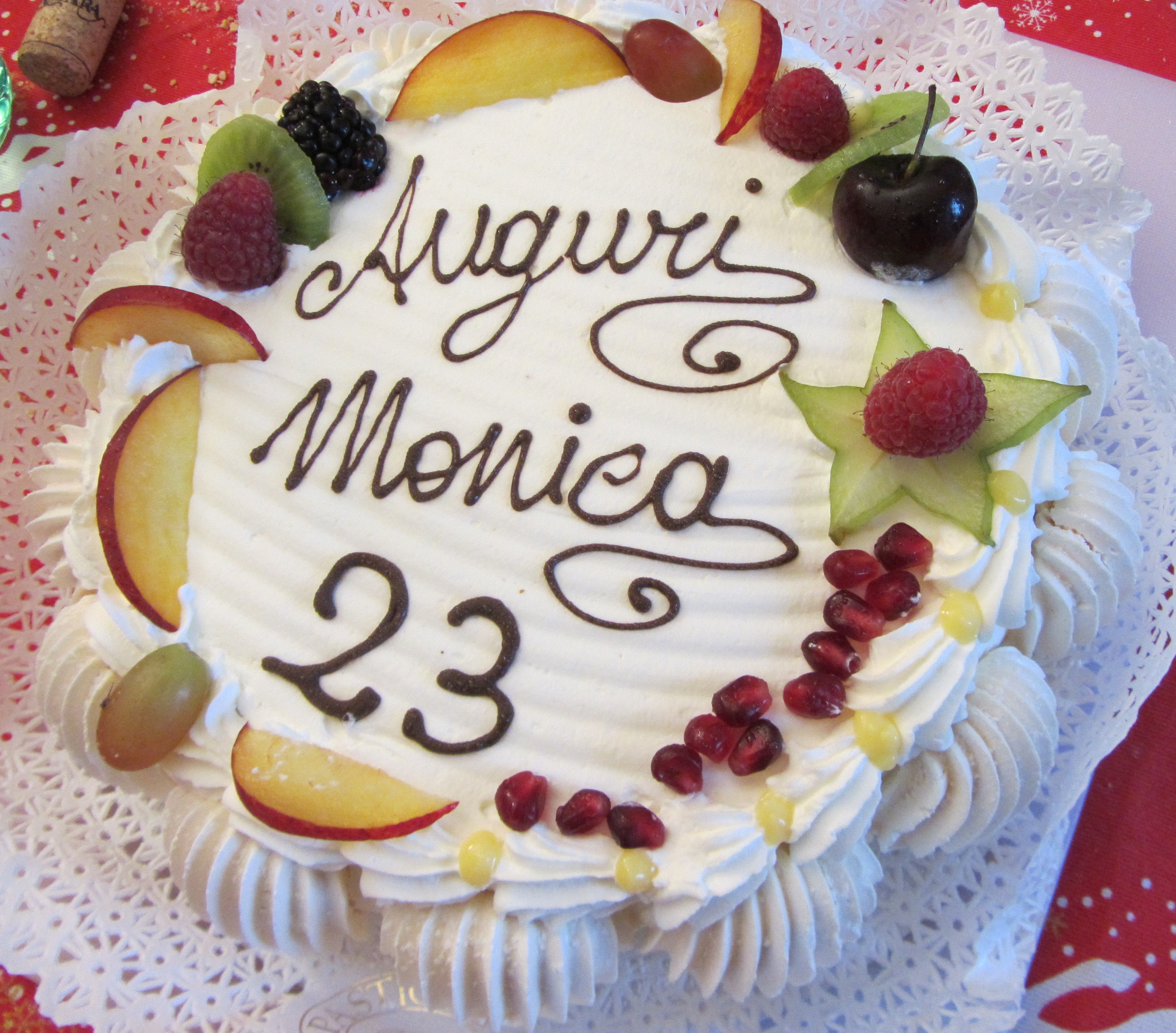
Tort urodzinowy z dedykacją, udekorowany bezami i owocami
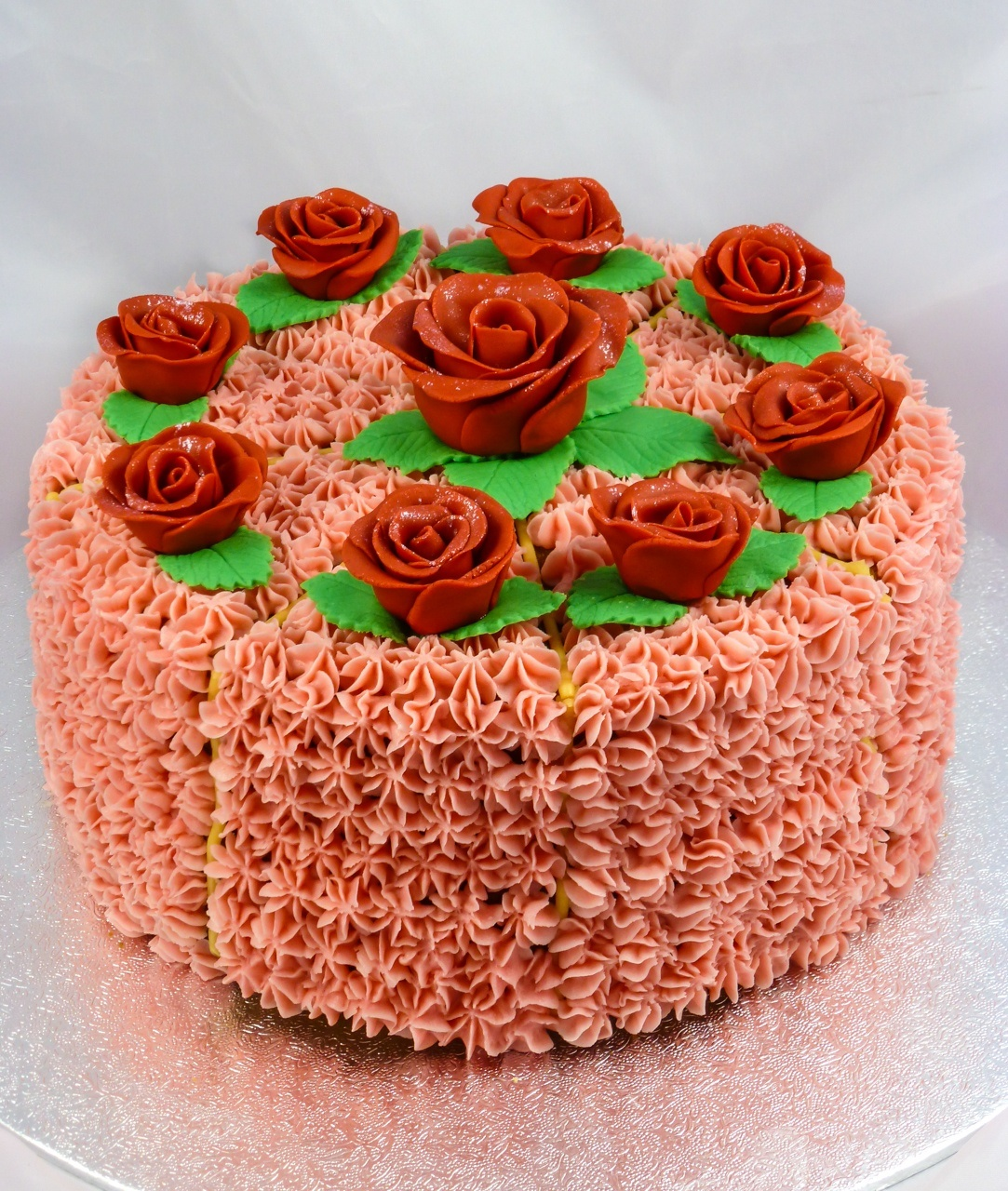
Tort udekorowany masą maślaną i różami z masy cukrowej
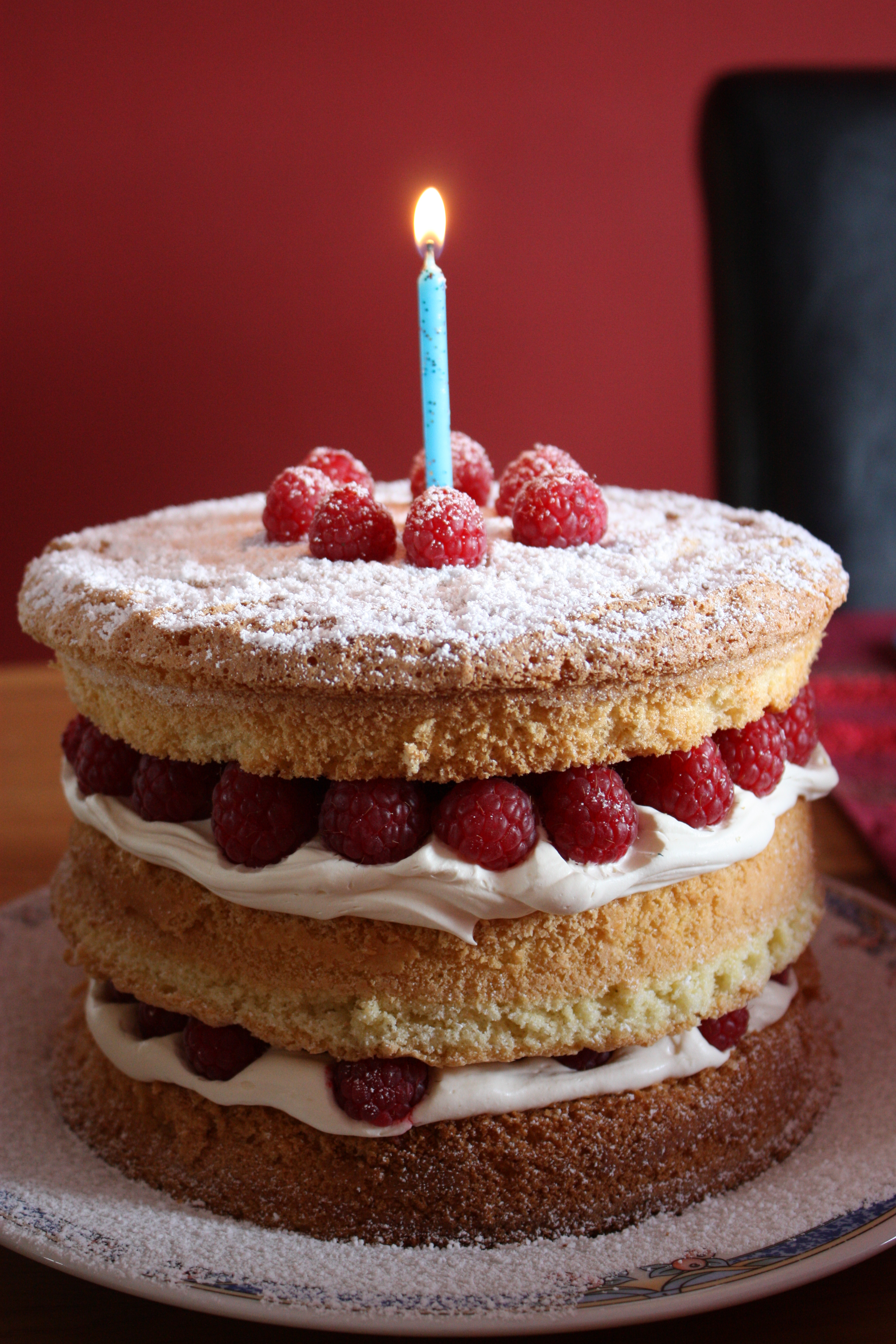
Malinowy tort urodzinowy oprószony cukrem pudrem
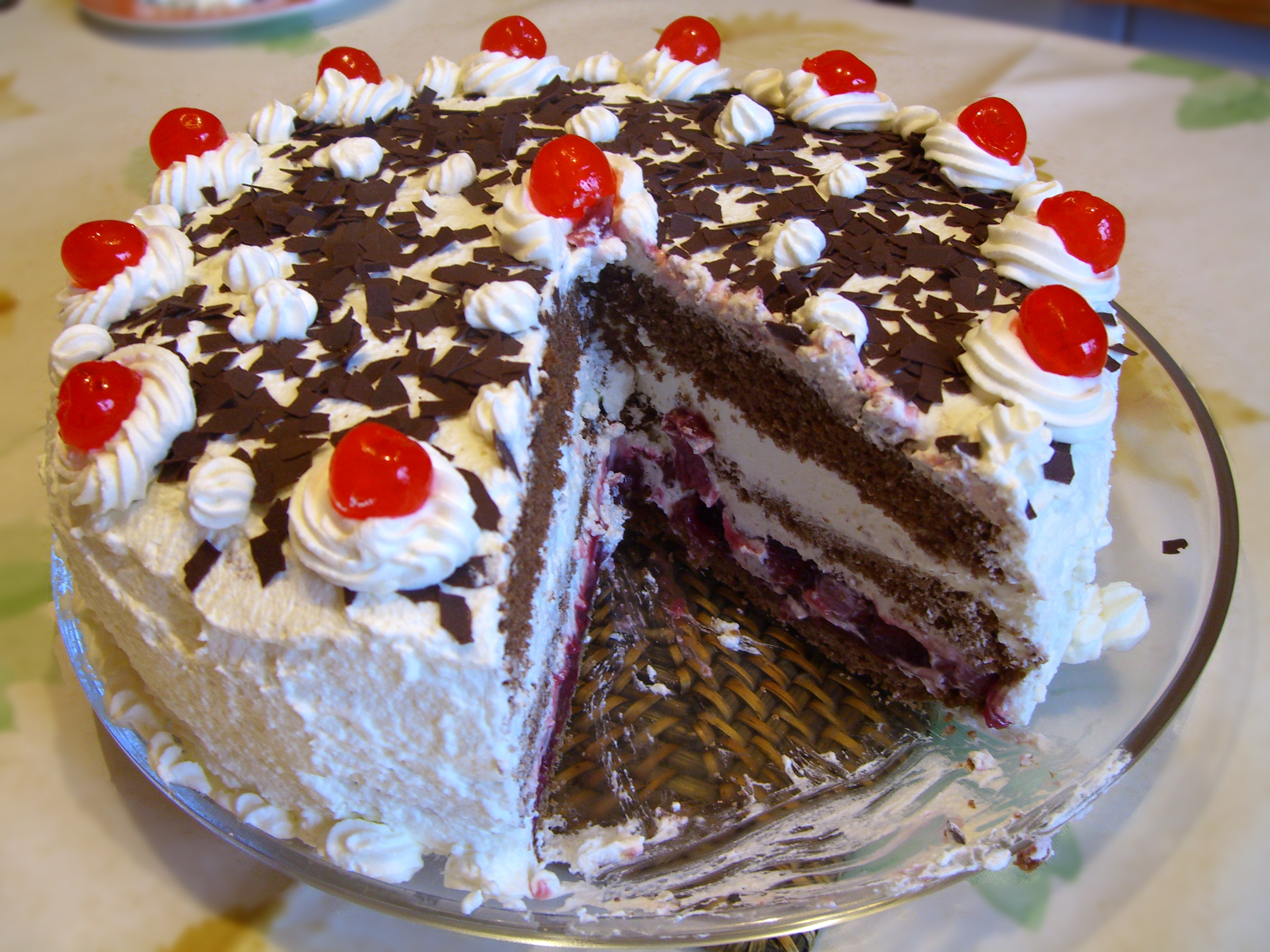
„Tort szwarcwaldzki” udekorowany wiśniami maraschino
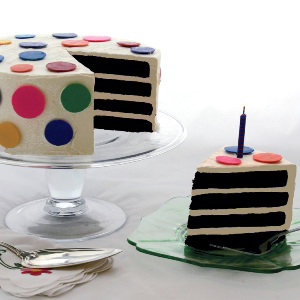
Czarci tort (Devil's Food  cake) w kropki
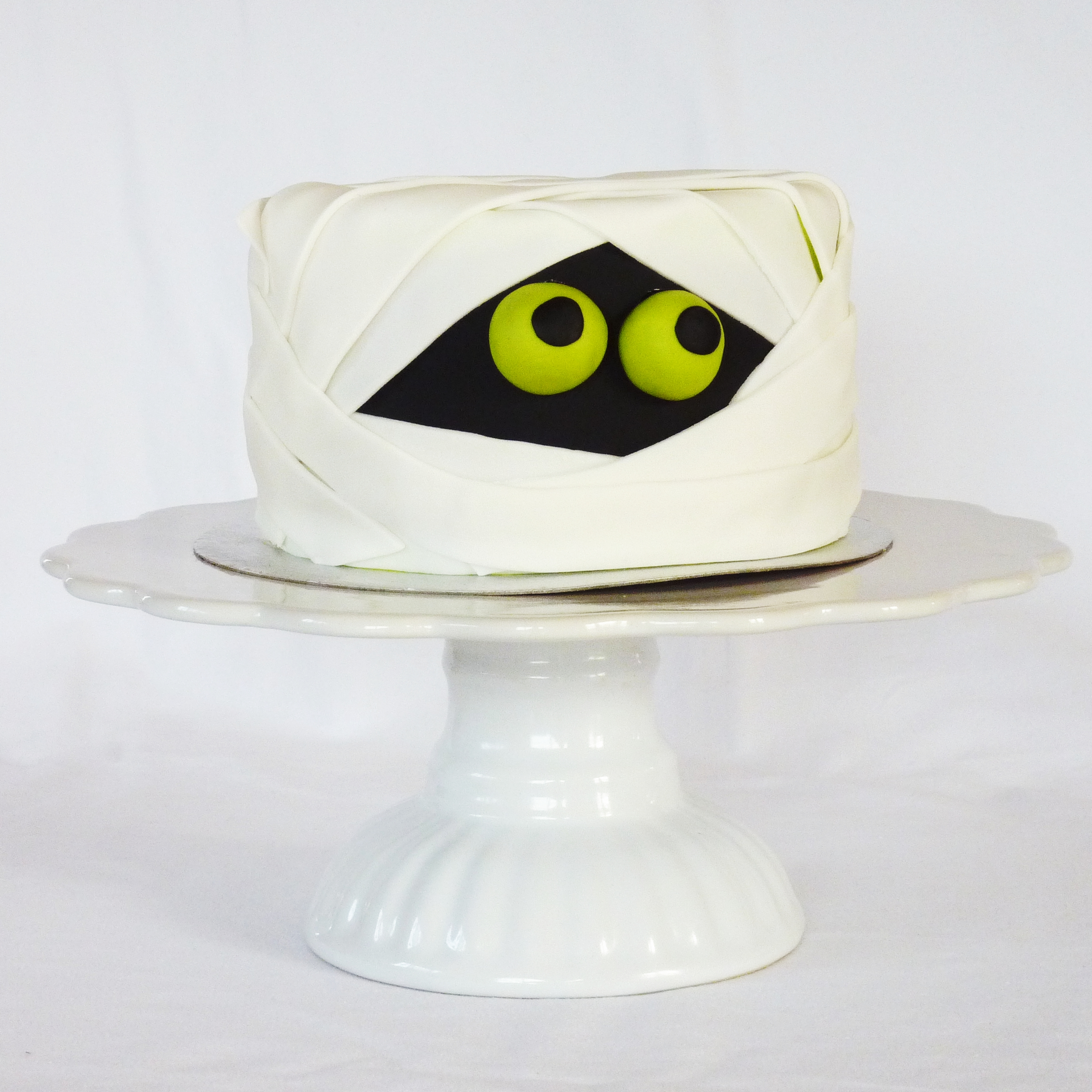
Tort „mumia” na paterze
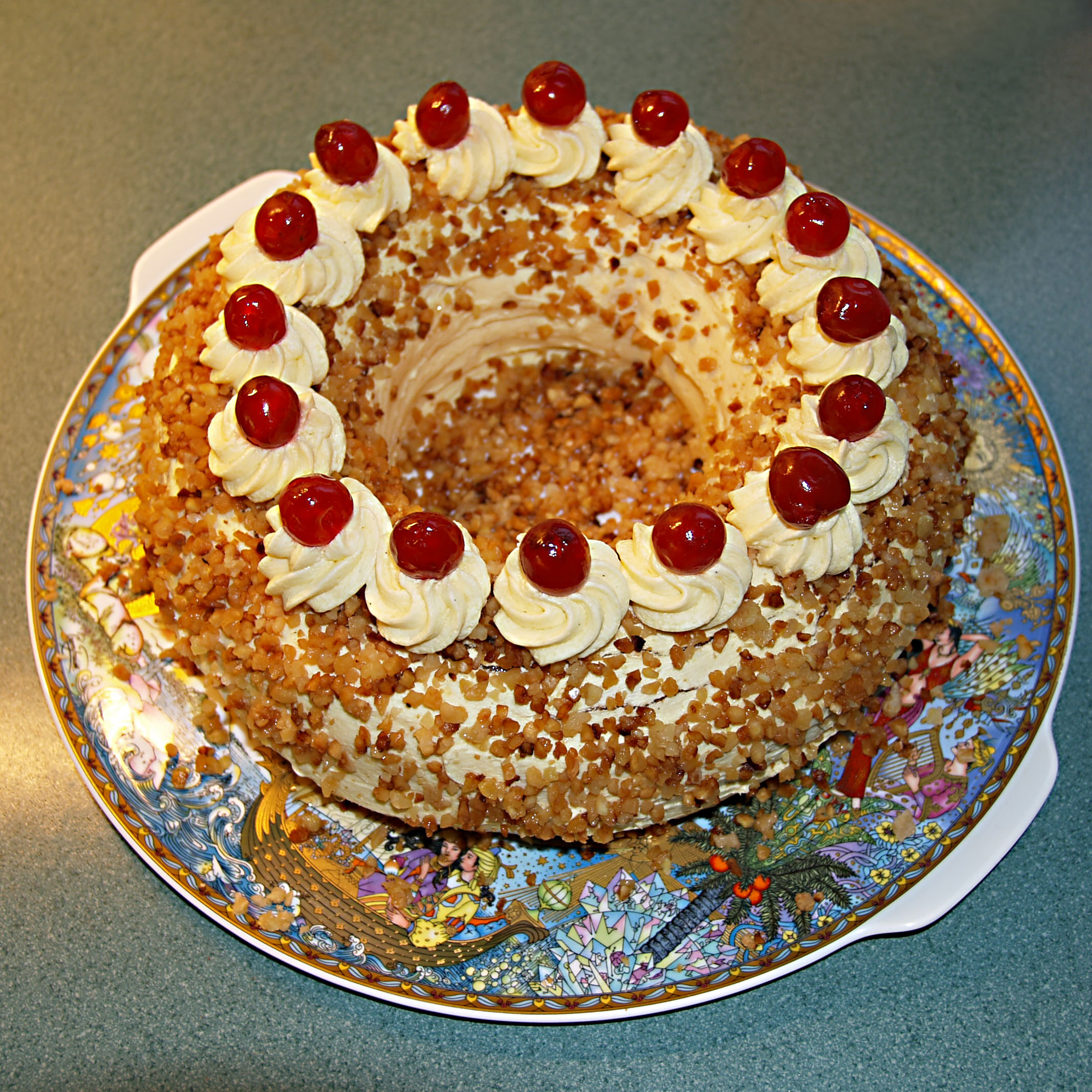
„Wieniec frankfurcki” (Frankfurter Kranz) udekorowany kremem, siekanymi orzechami, i wiśniami maraschino
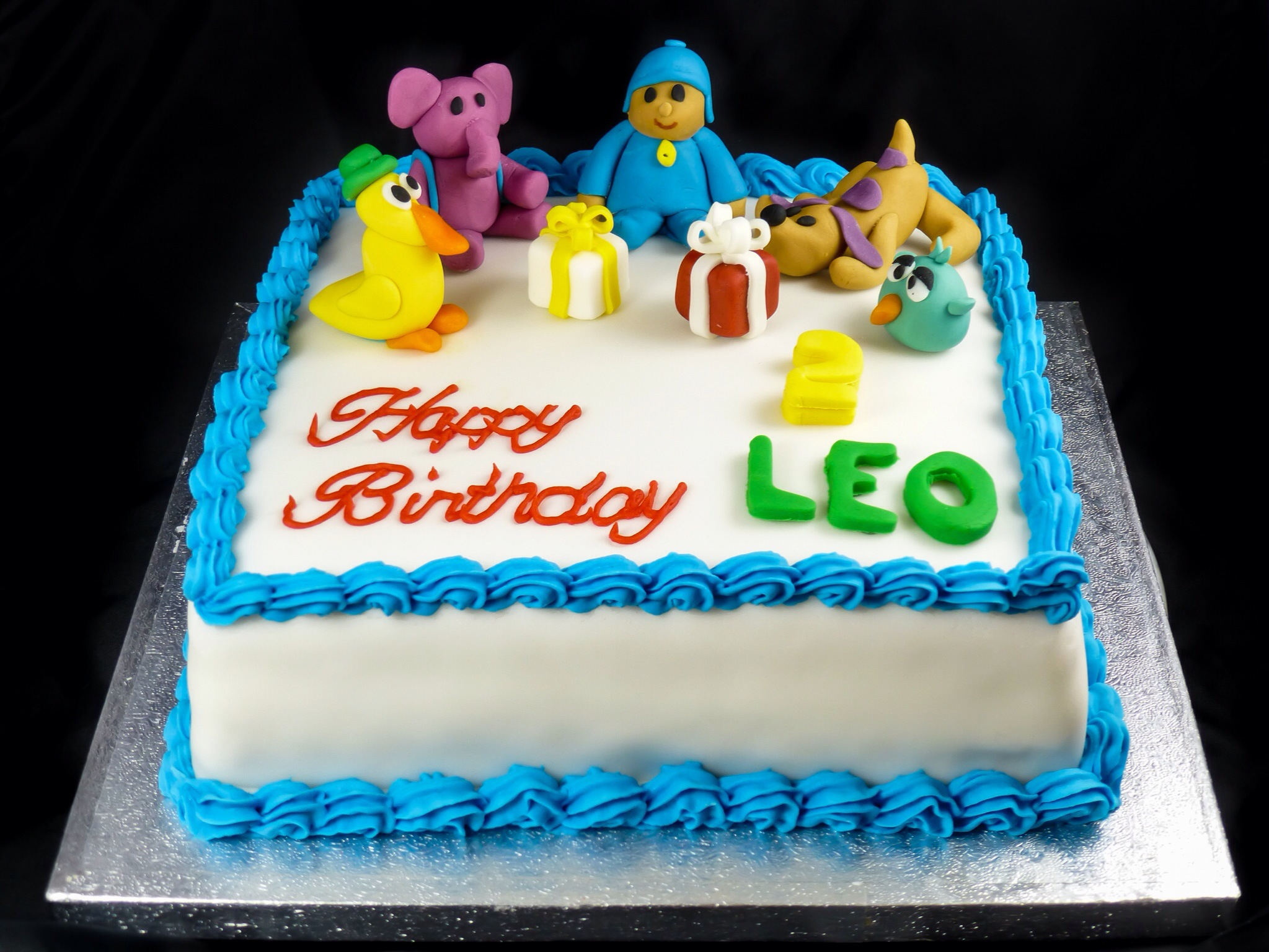
Tort urodzinowy dla dziecka
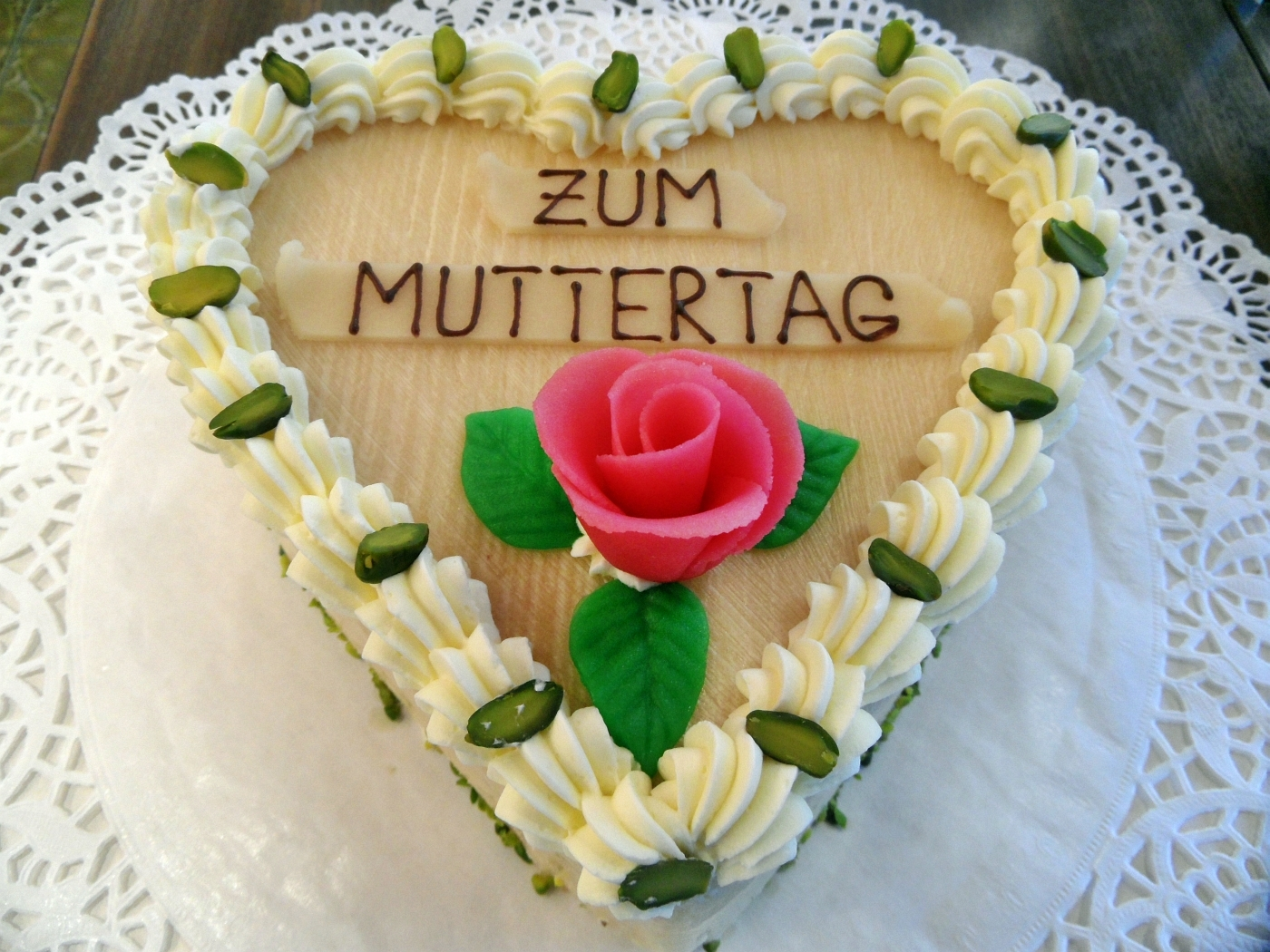
Tort marcepanowy w kształcie serca (z okazji Dnia Matki)
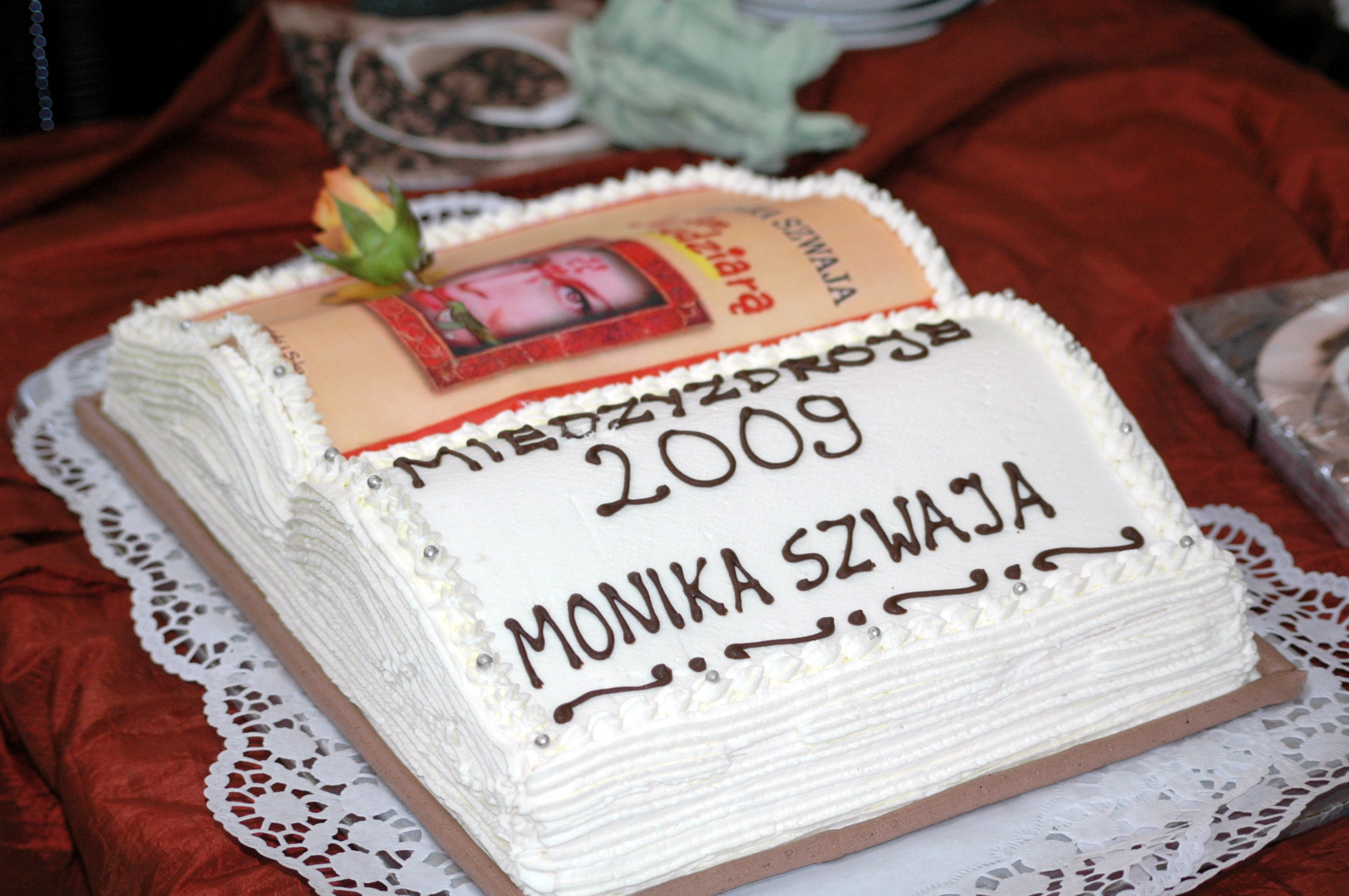
Tort w kształcie książki
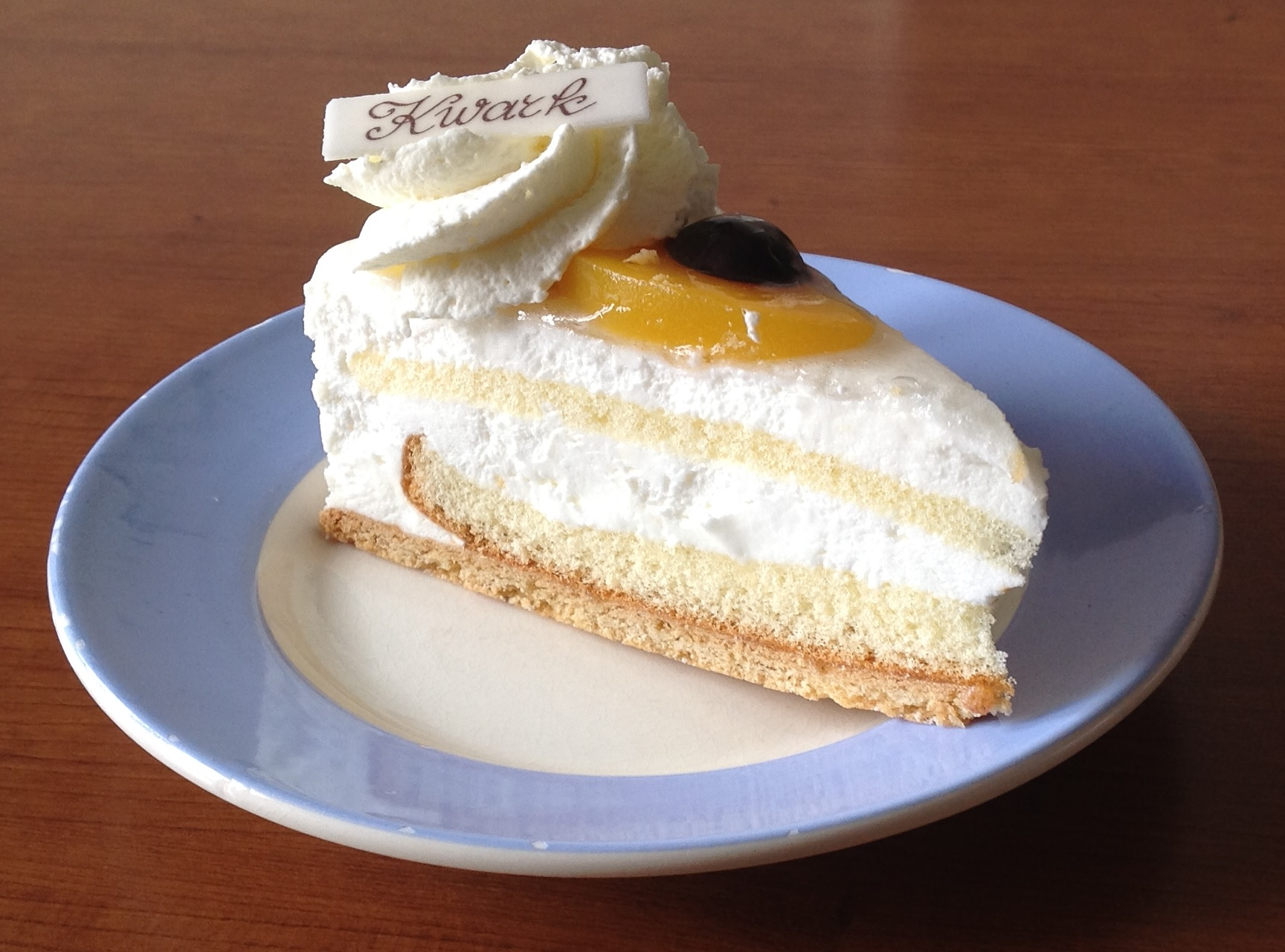
Porcja torciku śmietankowo-serowego
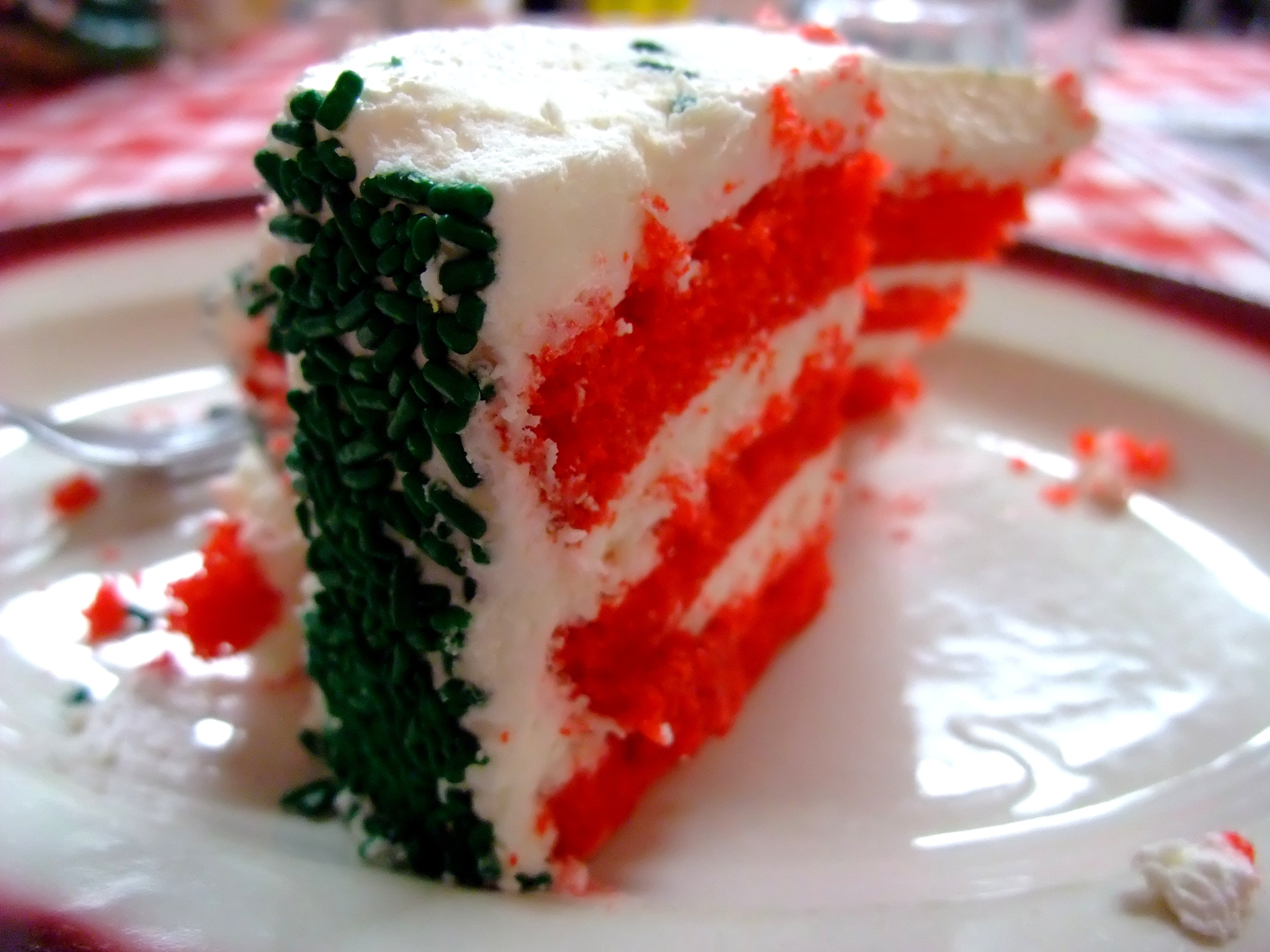
Porcja tortu z biszkoptem barwionym na czerwono
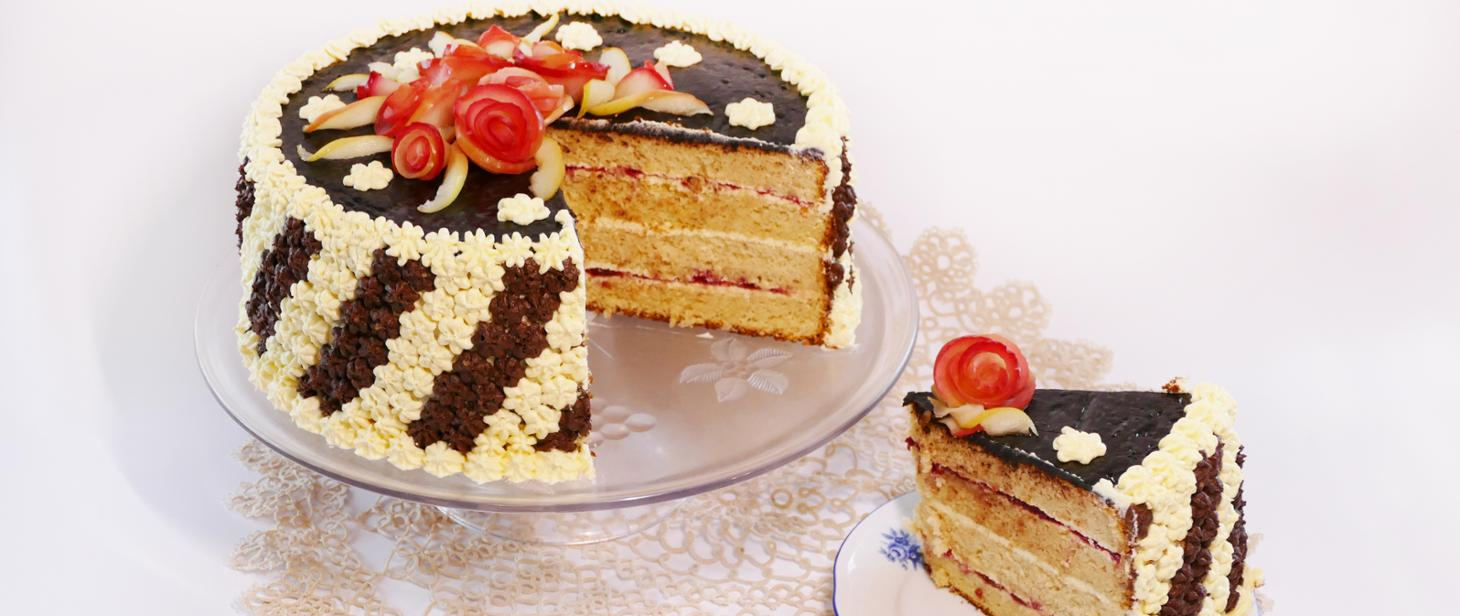
Tort fasolowy „modryniak” – ciasto z fasoli „Piękny Jaś” przekładane kremem budyniowym
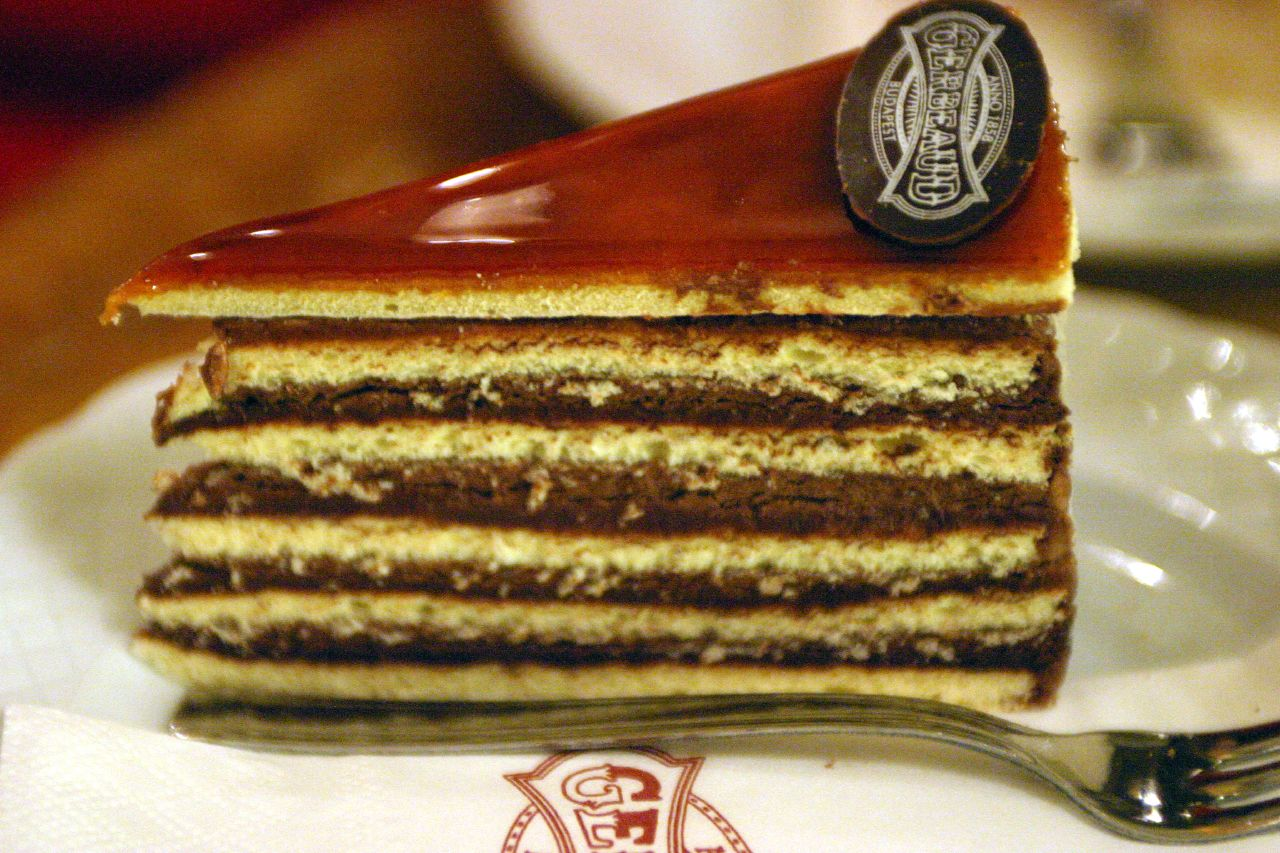
Porcja „tortu Dobosa”
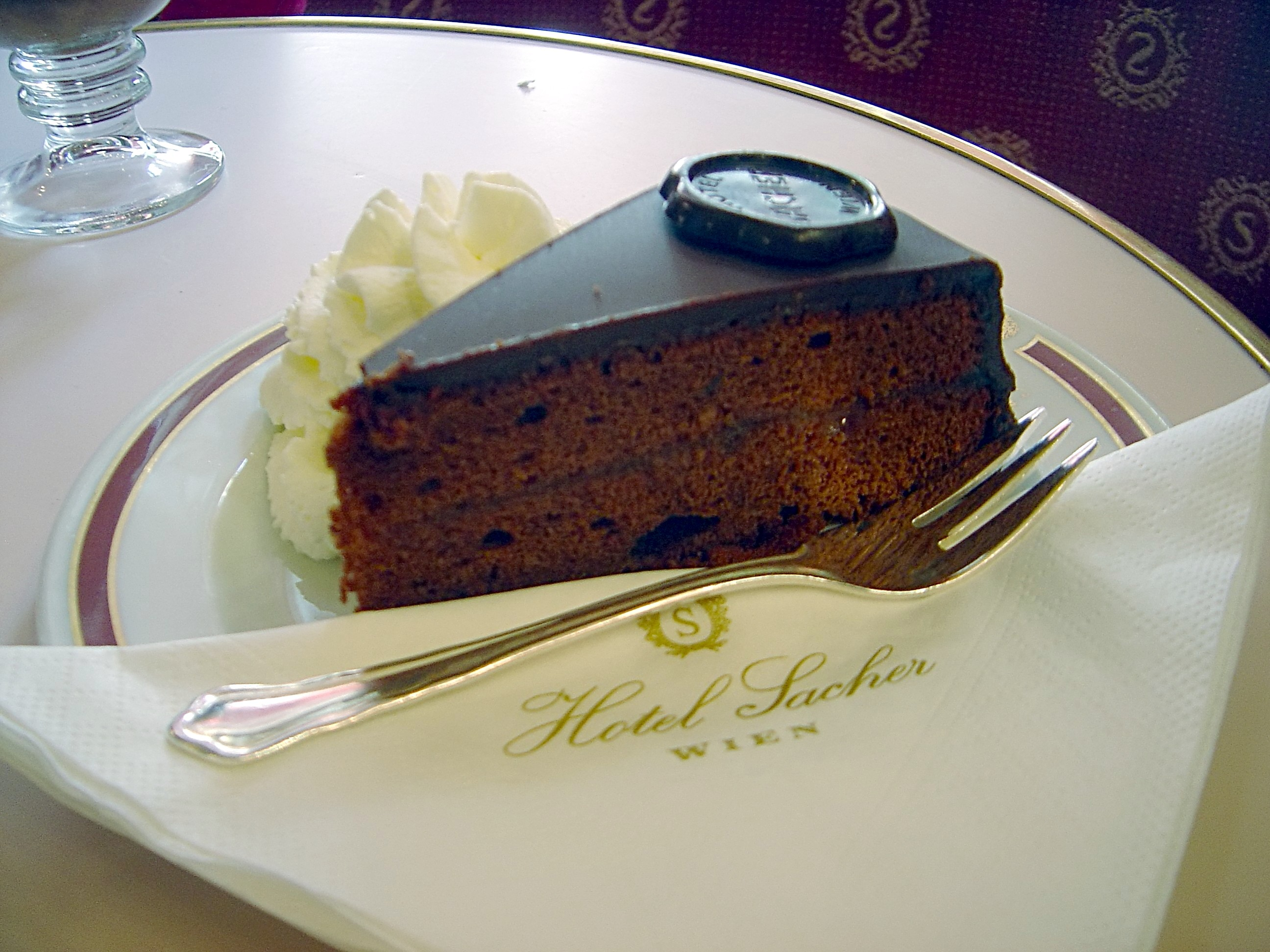
Porcja „tortu Sachera”
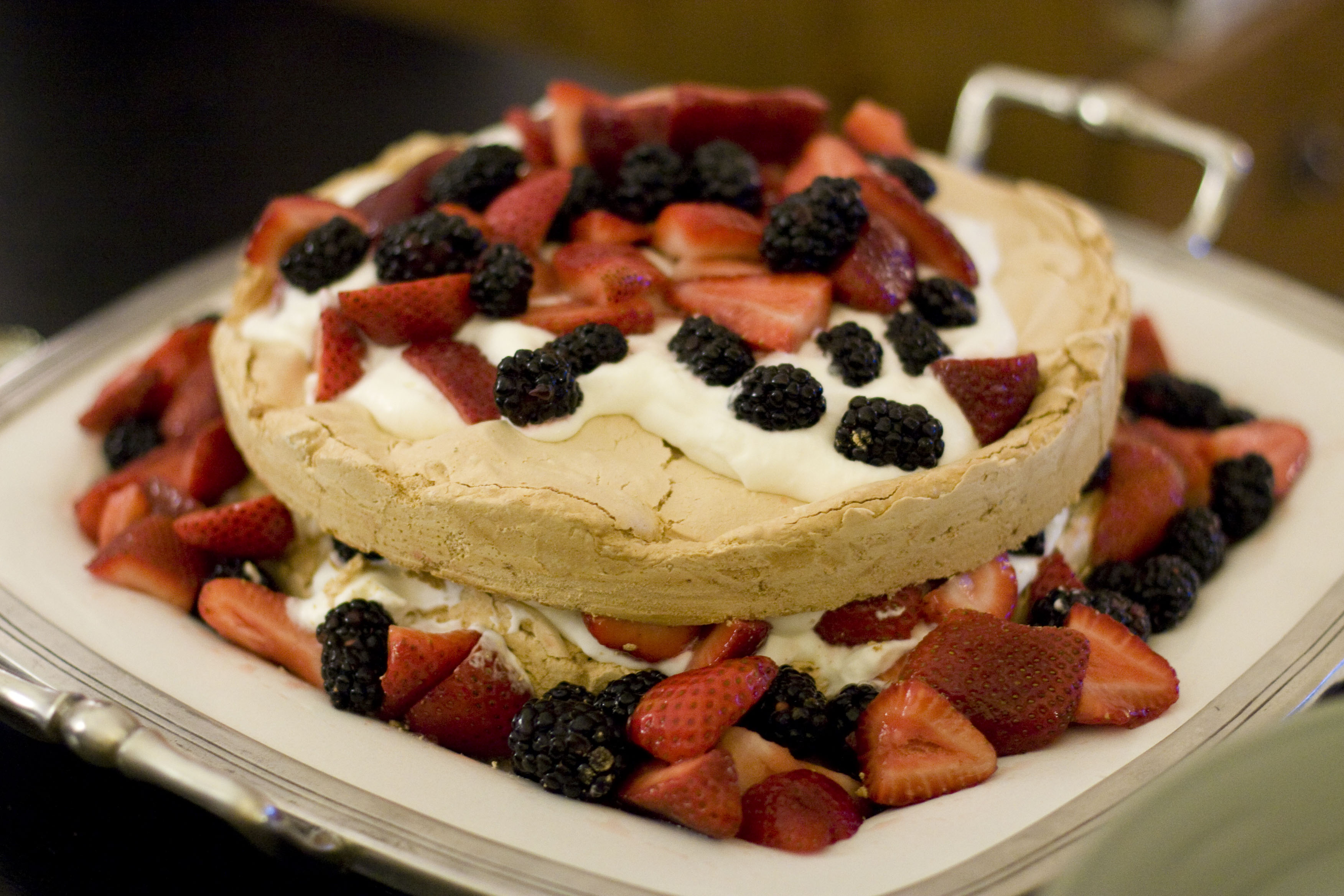
„Pavlova”